# Independence (Ohio)
Independence és una població dels Estats Units a l'estat d'Ohio. Segons el cens del 2000 tenia 7.109 habitants.

## Demografia
Segons el cens del 2000, Independence tenia 7.109 habitants, 2.673 habitatges, i 2.020 famílies. La densitat de població era de 286,2 habitants/km².
Dels 2.673 habitatges en un 30,5% hi vivien nens de menys de 18 anys, en un 65,6% hi vivien parelles casades, en un 7,3% dones solteres, i en un 24,4% no eren unitats familiars. En el 21,8% dels habitatges hi vivien persones soles el 13,3% de les quals corresponia a persones de 65 anys o més que vivien soles. El nombre mitjà de persones vivint en cada habitatge era de 2,63 i el nombre mitjà de persones que vivien en cada família era de 3,1.
Per edats la població es repartia de la següent manera: un 24,1% tenia menys de 18 anys, un 6% entre 18 i 24, un 23,1% entre 25 i 44, un 25,5% de 45 a 60 i un 21,3% 65 anys o més.
L'edat mediana era de 43 anys. Per cada 100 dones de 18 o més anys hi havia 87,6 homes.
La renda mediana per habitatge era de 57.733 $ i la renda mediana per família de 65.059 $. Els homes tenien una renda mediana de 49.741 $ mentre que les dones 34.038 $. La renda per capita de la població era de 26.447 $. Aproximadament el 2,4% de les famílies i el 3,6% de la població estaven per davall del llindar de pobresa.

## Poblacions més properes
El següent diagrama mostra les poblacions més properes.